# Eliane Benicio
Eliane Benicio dos Santos ou Eli Benicio (Rio de Janeiro, 1 de outubro de 1975), é uma jornalista e apresentadora de televisão afro-brasileira, com passagens por diversos meios de comunicação, incluindo jornalismo impresso, rádio e televisão. Foi apresentadora do programa Repórter Brasil Tarde exibido pela TV Brasil.

## Biografia
Natural do Rio de Janeiro, cresceu no bairro de Anchieta. Graduada em Comunicação Social, com habilitação em jornalismo pela Universidade Estácio de  Sá, em 1995, e é especialista em História do Século XX pela Universidade Cândido Mendes (2005).

### Carreira
Eliane Benício iniciou sua trajetória profissional em 1996 na extinta agência de notícias Sport Press, a primeira agência de notícias esportivas do Brasil. Ao longo dos anos, trabalhou em diversos veículos de comunicação impressos, incluindo os jornais O Povo, O Dia, Jornal do Brasil, e oferecendo pautas e matérias para revistas como Raça Brasil e Quem Acontece.
Em 2006, migrou para a televisão, iniciando na TV Bandeirantes, onde atuou como repórter e produtora.
Sua primeira passagem pela TV Brasil começou pouco depois da inauguração da emissora no Rio de Janeiro, em 2008, ainda nas antigas instalações da TVE Brasil.Nesse período, atuou como repórter do programa Repórter Brasil, apresentado por Luciana Barreto, e também apresentou o telejornal Repórter Rio. Em 2012, integrou a cobertura dos Jogos Paralímpicos de Londres.
No Canal Futura, entre 2014 e 2018, foi repórter do Jornal Futura, além de apresentadora do programa Conexão Futura, ambos com foco em conteúdo cultural.
Na TV Escola, em 2018, foi repórter e apresentadora dos programas educativos Rede Escola, ao lado do jornalista e ator Ernesto Xavier, além dos programas Na Rede e Hora do Enem.
Em 2021, Eliane Benício foi convidada pelo jornalista Thiago Gomide a criar e apresentar o programa Papo Reto na Rádio Roquette Pinto (94,1 FM) durante a fase de reestruturação da emissora. O programa teve como foco destacar histórias positivas vindas das favelas e periferias fluminenses e permanece no ar até hoje.
Na sua segunda passagem pela TV Brasil, foi editora-chefe e âncora do Repórter Brasil Tarde entre 2022 e 2023, além de desenvolver produções jornalísticas para o programa Caminhos da Reportagem, que aborda temas sociais e de interesse público, como a edição especial sobre a morte da vereadora Marielle Franco.
Ainda em 2023, assumiu a função de repórter de notícias do Poder Legislativo na Rio TV Câmara, a emissora institucional da Câmara Municipal do Rio de Janeiro, atuando também em programas culturais como 'Câmara Rio Entrevista' e 'Reportagem Especial'.

### Outros projetos
Em 2023, Eliane Benício foi convidada a participar do projeto Acervo Jornalista Gustavo de Lacerda, disponivel no canal Associação Brasileira de Imprensa (ABI) no YouTube. A série tem como objetivo preencher uma lacuna na preservação da memória e história da imprensa negra no Brasil e é promovida pela Diretoria de Igualdade Étnico-Racial da ABI e pelo Departamento de Comunicação da PUC-Rio.
No mesmo ano ela fez sua estreia na literatura infantojuvenil com o livro As Aventuras de Aduke - Origens, lançado na 27ª edição da Bienal do Livro do Rio. Publicado pela editora Colli Books, o livro acompanha a jornada de uma menina que descobre suas origens africanas, abordando temas como ancestralidade e diversidade.

#### Comitê Editorial e de Programação
Em dezembro de 2024, o sociólogo Lalo Leal e Eliane Benicio foram eleitos como parte de uma chapa para concorrer ao Comitê Editorial e de Programação (Comep) da Empresa Brasil de Comunicação (EBC), representando a Associação Brasileira de Imprensa (ABI). A nomeação oficial ainda depende de Decreto Presidencial, conforme estabelecido pelo Sistema Nacional de Participação Social na Comunicação Pública (Sinpas).